# Afropithecus turkanensis
Afropithecus turkanensis (Leakey and Leakey, 1986) è un fossile di ominoide  ritrovato nel sito di Kalodirr presso il Lago Turkana nel nord del Kenya. La sua età è stata stimata tra 16 e 18 milioni di anni, nel Miocene, in base a tecniche di datazione radiometrica e studi geologici condotti da Broschetto e Brown dell'Università dello Utah.
Nel sito di Kalodirr sono stati ritrovati complessivamente 46 reperti comprendenti cranio, mandibola, dentatura e reperti postcraniali. Lo specimen di riferimento dell'Afropithecus turkanensis è indicato come KNM-WK 16999.

## Morfologia
I Leakey descrissero l'Afropithecus turkanensis come un grande ominoide, con smalto dentale piuttosto spesso, con caratteristiche postcraniali simili al Proconsul nyanzae, che è la specie del Miocene più conosciuta in seguito al ritrovamento di centinaia di reperti fossili che hanno permesso di ricostruire quasi interamente lo scheletro; aveva caratteristiche craniali simili all'Aegyptopithecus zeuxis e dentatura come l'Heliopithecus leakeyi, i cui molari indicavano una diversificazione rispetto alle prime grandi scimmie catarrine. Su queste basi l'A. turkenensis viene a essere identificato come un primitivo quadrupede arboricolo simile al P. nyanzae, con morfologia facciale e caratteristiche dentali che suggeriscono una dieta a base di frutta dura.

### Morfologia craniale
Il reperto KNM-WT 16999 comprende un lungo muso, lo scheletro facciale e frontale, buona parte della regione temporale, dello sfenoide e una dentatura adulta poco consunta con incisivi sporgenti; inoltre l'orbita destra pressoché completa, lo zigomo destro, il pterigoideo, la mascellare e premascellare. La superficie della parte mascellare destra, come pure lo smalto dei molari destri, sono andati perduti nel corso del tempo e rimpiazzati da cristalli di calcite che permettono di cogliere l'aspetto generale, ma non i singoli dettagli.
Dalla dentatura sappiamo che il palato, che è quasi completamente calcificato, era poco profondo, lungo e stretto, con file di denti che convergono posteriormente anche se è probabile che in origine fossero quasi parallele. L'Afropithecus turkanensis aveva un diastema (separazione) di 6,5 mm tra il secondo incisivo e il canino.
Lo spessore dello smalto dentale viene registrato per permettere il confronto tra i vari taxa e viene normale indicato come "sottile" o "spesso" in base a misure effettuate su denti usurati o fratturati in modo naturale. Dalle analisi dello smalto si ritiene che l'A. turkanensis sia il più antico ominoide caratterizzato da smalto "spesso", il che lo distingue dal Kenyapithecus.

### Morfologia postcraniale
I reperti postcraniali come KNM-WK 16901 comprendono il perone destro (privo della prima porzione) e con dimensioni (184 mm) simili a quelle dei Pan troglodytes, il terzo metatarso destro, il quarto metatarso destro privo della testa, e la testa incompleta del primo metatarso.
Altri reperti includono:
- KNM-WK 17016P: una grande ulna destra, e
- KNM-WK 17008: un piede
- KNM- WK 18395: ossa della mano